# Tênis de mesa nos Jogos Olímpicos de Verão da Juventude de 2010 - Simples masculino
O torneio de simples masculino de tênis de mesa nos Jogos Olímpicos de Verão da Juventude de 2010 ocorreu entre os dias 21 e 23 de agosto no Singapore Indoor Stadium.

## Medalhistas
| Ouro   | JPN Koki Niwa       |
| Prata  | TPE Hung Tzu-Hsiang |
| Bronze | FRA Simon Gauzy     |

## Formato
Os 32 mesatenistas foram divididos em oito grupos de quatro atletas. Os dois melhores de cada grupo avançaram para a 2ª Fase e os dois piores para o Torneio de Consolação, onde novamente formaram grupos de quatro. Os dois primeiras de cada grupo da 2ª Fase passaram às quartas-de-final, semifinais e finais.

## 1ª Fase

### Grupo A
| Atleta             | J | V | D | SG | SP |
| ------------------ | - | - | - | -- | -- |
| JPN Koki Niwa      | 3 | 3 | 0 | 9  | 0  |
| POL Konrad Kulpa   | 3 | 2 | 1 | 6  | 3  |
| ESA Luis Mejía     | 3 | 1 | 2 | 3  | 8  |
| GER Florian Wagner | 3 | 0 | 3 | 2  | 9  |

| 21 de agosto       |                                    |                    |        |
| 11:00              |                                    |                    |        |
| JPN Koki Niwa      | 3-0 (11–6, 11–4, 11-7)             | POL Konrad Kulpa   | Mesa 2 |
| 11:00              |                                    |                    |        |
| GER Florian Wagner | 2-3 (9-11, 4-11, 11–3, 11-8, 7-11) | ESA Luis Mejía     | Mesa 3 |
| 13:00              |                                    |                    |        |
| JPN Niwa Koki      | 3-0 (11–7, 11–5, 11-7)             | GER Florian Wagner | Mesa 5 |
| 13:00              |                                    |                    |        |
| POL Konrad Kulpa   | 3-0 (11–2, 12–10, 11-4)            | ESA Luis Mejía     | Mesa 3 |
| 15:00              |                                    |                    |        |
| JPN Koki Niwa      | 3-0 (11–4, 11–5, 11-4)             | ESA Luis Mejía     | Mesa 3 |
| 15:00              |                                    |                    |        |
| GER Florian Wagner | 0-3 (5-11,7- 11, r)                | POL Konrad Kulpa   | Mesa 5 |

### Grupo B
| Atleta                   | J | V | D | SG | SP |
| ------------------------ | - | - | - | -- | -- |
| TPE Hung Tzu-Hsiang      | 3 | 3 | 0 | 9  | 0  |
| SIN Zhe Yu Clarence Chew | 3 | 2 | 1 | 6  | 4  |
| TUN Adem Hmam            | 3 | 1 | 2 | 4  | 6  |
| MAW Patrick Massah       | 3 | 0 | 3 | 0  | 9  |

| 21 de agosto             |                               |                          |        |
| 11:30                    |                               |                          |        |
| TPE Hung Tzu-Hsiang      | 3-0 (11–8, 11–9, 11-8)        | TUN Adem Hmam            | Mesa 3 |
| 11:30                    |                               |                          |        |
| SIN Zhe Yu Clarence Chew | 3-0 (11–3, 11–2, 11-5)        | MAW Patrick Massah       | Mesa 4 |
| 13:30                    |                               |                          |        |
| TPE Hung Tzu-Hsiang      | 3-0 (11–6, 11–4, 11-8)        | SIN Zhe Yu Clarence Chew | Mesa 3 |
| 13:30                    |                               |                          |        |
| TUN Adem Hmam            | 3-0 (11–3, 11–3, 11-5)        | MAW Patrick Massah       | Mesa 4 |
| 15:30                    |                               |                          |        |
| TPE Hung Tzu-Hsiang      | 3-0 (11–6, 11–4, 11-6)        | MAW Patrick Massah       | Mesa 3 |
| 15:30                    |                               |                          |        |
| SIN Zhe Yu Clarence Chew | 3-1 (11–7, 11–9, 11-13, 11-8) | TUN Adem Hmam            | Mesa 1 |

### Grupo C
| Atleta              | J | V | D | SG | SP |
| ------------------- | - | - | - | -- | -- |
| FRA Simon Gauzy     | 3 | 3 | 0 | 9  | 1  |
| NED Koen Hageraats  | 3 | 2 | 1 | 7  | 7  |
| BRA Eric Jouti      | 3 | 1 | 2 | 5  | 6  |
| UZB Elmurod Holikov | 3 | 0 | 3 | 2  | 9  |

| 21 de agosto       |                                     |                     |        |
| 11:00              |                                     |                     |        |
| FRA Simon Gauzy    | 3-0 (15–13, 11–2, 11-4)             | BRA Eric Jouti      | Mesa 5 |
| 11:00              |                                     |                     |        |
| NED Koen Hageraats | 3-2 (12–10, 11–8, 7-11, 9-11, 11-4) | UZB Elmurod Holikov | Mesa 4 |
| 13:00              |                                     |                     |        |
| FRA Simon Gauzy    | 3-1 (11–9, 14–12, 5-11, 11-7)       | NED Koen Hageraats  | Mesa 6 |
| 13:00              |                                     |                     |        |
| BRA Eric Jouti     | 3-0 (11–9, 11–6, 11-1)              | UZB Elmurod Holikov | Mesa 1 |
| 15:00              |                                     |                     |        |
| FRA Simon Gauzy    | 3-0 (11–4, 11–1, 11-5)              | UZB Elmurod Holikov | Mesa 1 |
| 15:00              |                                     |                     |        |
| NED Koen Hageraats | 3-2 (11–7, 9-11, 11–9, 9-11, 11-5)  | BRA Eric Jouti      | Mesa 4 |

### Grupo D
| Atleta               | J | V | D | SG | SP |
| -------------------- | - | - | - | -- | -- |
| SWE Hampus Soderlund | 3 | 3 | 0 | 9  | 2  |
| CRO Luka Fučec       | 3 | 2 | 1 | 6  | 5  |
| PAR Axel Gavilán     | 3 | 1 | 2 | 7  | 8  |
| MRI Warren Li Kam Wa | 3 | 0 | 3 | 2  | 9  |

| 21 de agosto         |                                     |                      |        |
| 11:30                |                                     |                      |        |
| SWE Hampus Soderlund | 3-2 (14–12, 9-11, 11–2, 9-11, 11-6) | PAR Axel Gavilán     | Mesa 2 |
| 11:30                |                                     |                      |        |
| CRO Luka Fučec       | 3-0 (11–6, 11–7, 12-10)             | MRI Warren Li Kam Wa | Mesa 7 |
| 13:30                |                                     |                      |        |
| SWE Hampus Soderlund | 3-0 (13–11, 11–7, 11-6)             | CRO Luka Fučec       | Mesa 1 |
| 13:30                |                                     |                      |        |
| PAR Axel Gavilán     | 3-2 (11–9, 15–13, 11-13, 9-11 -4)   | MRI Warren Li Kam Wa | Mesa 5 |
| 15:30                |                                     |                      |        |
| SWE Hampus Soderlund | 3-0 (11–6, 11–9, 11-5)              | MRI Warren Li Kam Wa | Mesa 6 |
| 15:30                |                                     |                      |        |
| CRO Luka Fučec       | 3-2 (12-14, 11–3, 11–9, 9-11 12-10) | PAR Axel Gavilán     | Mesa 5 |

### Grupo E
| Atleta                       | J | V | D | SG | SP |
| ---------------------------- | - | - | - | -- | -- |
| HKG Chung Hei Chiu           | 3 | 3 | 0 | 9  | 1  |
| CZE Ondřej Bajger            | 3 | 2 | 1 | 6  | 5  |
| THA Tanapol Santiwattanatarm | 3 | 1 | 2 | 4  | 8  |
| SRI Hasintha Arsa Marakkala  | 3 | 0 | 3 | 4  | 9  |

| 21 de agosto'                |                                      |                              |        |
| 11:00                        |                                      |                              |        |
| HKG Chung Hei Chiu           | 3-1 (11–7, 16–14, 10-12, 14-12)      | THA Tanapol Santiwattanatarm | Mesa 7 |
| 11:00                        |                                      |                              |        |
| CZE Ondřej Bajger            | 3-2 (15–13, 11–8, 9-11, 8-11, 11-9)  | SRI Hasintha Arsa Marakkala  | Mesa 6 |
| 13:00                        |                                      |                              |        |
| HKG Chung Hei Chiu           | 3-0 (12–10, 11–5, 11-9)              | CZE Ondřej Bajger            | Mesa 7 |
| 13:00                        |                                      |                              |        |
| THA Tanapol Santiwattanatarm | 3-2 (11–7, 12-14, 10-12, 11–9, 11-5) | SRI Hasintha Arsa Marakkala  | Mesa 2 |
| 15:00                        |                                      |                              |        |
| HKG Chung Hei Chiu           | 3-0 (11–7, 11–4, 11-9)               | SRI Hasintha Arsa Marakkala  | Mesa 6 |
| 15:00                        |                                      |                              |        |
| CZE Ondřej Bajger            | 3-0 (11–4, 11–9, 11-6)               | THA Tanapol Santiwattanatarm | Mesa 8 |

### Grupo F
| Atleta             | J | V | D | SG | SP |
| ------------------ | - | - | - | -- | -- |
| NGR Ojo Onaolapo   | 3 | 3 | 0 | 9  | 2  |
| KOR Kim Dong-Hyun  | 3 | 2 | 1 | 6  | 3  |
| NZL Kevin Wu       | 3 | 1 | 2 | 4  | 7  |
| ARG Pablo Saragovi | 3 | 0 | 3 | 2  | 9  |

| 21 de agosto       |                                |                    |        |
| 11:30              |                                |                    |        |
| KOR Kim Dong-Hyun  | 3-0 (11–3, 11–8, 11-6)         | ARG Pablo Saragovi | Mesa 5 |
| 11:30              |                                |                    |        |
| NGR Ojo Onaolapo   | 3-1 (11–5, 7-11, 11–8, 11-3)   | NZL Kevin Wu       | Mesa 1 |
| 13:30              |                                |                    |        |
| KOR Kim Dong-Hyun  | 0-3 (9-11, 6-11, 12-14)        | NGR Ojo Onaolapo   | Mesa 6 |
| 13:30              |                                |                    |        |
| ARG Pablo Saragovi | 1-3 (11–9, 10-12, 15-17, 6-11) | NZL Kevin Wu       | Mesa 7 |
| 15:30              |                                |                    |        |
| KOR Kim Dong-Hyun  | 3-0 (11–7, 11–2, 11-4)         | NZL Kevin Wu       | Mesa 7 |
| 15:30              |                                |                    |        |
| NGR Ojo Onaolapo   | 3-1 (5-11, 11–7, 11–4, 11-2)   | ARG Pablo Saragovi | Mesa 4 |

### Grupo G
| Atleta                  | J | V | D | SG | SP |
| ----------------------- | - | - | - | -- | -- |
| BEL Emilien Vanrossomme | 3 | 3 | 0 | 9  | 2  |
| AUT Stefan Leitgeb      | 3 | 2 | 1 | 7  | 4  |
| ITA Leonardo Mutti      | 3 | 1 | 2 | 5  | 7  |
| IND Avik Das            | 3 | 0 | 3 | 1  | 9  |

| 21 de agosto            |                               |                         |        |
| 11:00                   |                               |                         |        |
| ITA Leonardo Mutti      | 1-3 (8-11, 5-11, 13-11, 8-11) | AUT Stefan Leitgeb      | Mesa 8 |
| 11:00                   |                               |                         |        |
| BEL Emilien Vanrossomme | 3-0 (11–3, 12–10, 11-5)       | IND Avik Das            | Mesa 1 |
| 13:00                   |                               |                         |        |
| ITA Leonardo Mutti      | 1-3 (11–6, 4-11, 8-11, 10-12) | BEL Emilien Vanrossomme | Mesa 4 |
| 13:00                   |                               |                         |        |
| AUT Stefan Leitgeb      | 3-0 (11–6, 11–7, 11-9)        | IND Avik Das            | Mesa 8 |
| 15:00                   |                               |                         |        |
| ITA Leonardo Mutti      | 3-1 (9-11, 15–13, 11–6, 11-7) | IND Avik Das            | Mesa 2 |
| 15:00                   |                               |                         |        |
| BEL Emilien Vanrossomme | 3-1 (11–9, 6-11, 11–3, 11-2)  | AUT Stefan Leitgeb      | Mesa 7 |

### Grupo H
| Atleta             | J | V | D | SG | SP |
| ------------------ | - | - | - | -- | -- |
| HUN Tamás Lakatos  | 3 | 3 | 0 | 9  | 2  |
| PRK Kim Kwang-Song | 3 | 2 | 1 | 8  | 5  |
| EGY Omar Bedair    | 3 | 1 | 2 | 5  | 6  |
| ECU Rodrigo Tapia  | 3 | 0 | 3 | 0  | 9  |

| 21 de agosto       |                                      |                    |        |
| 11:30              |                                      |                    |        |
| HUN Tamás Lakatos  | 3-2 (11–8, 7-11, 11-13, 11–6, 12-10) | PRK Kim Kwang-Song | Mesa 6 |
| 11:30              |                                      |                    |        |
| EGY Omar Bedair    | 3-0 (11–8, 11–5, 11-9)               | ECU Rodrigo Tapia  | Mesa 8 |
| 13:30              |                                      |                    |        |
| HUN Tamás Lakatos  | 3-0 (11–6, 11–7, 12-10)              | EGY Omar Bedair    | Mesa 8 |
| 13:30              |                                      |                    |        |
| PRK Kim Kwang-Song | 3-0 (11–9, 13–11, 11-7)              | ECU Rodrigo Tapia  | Mesa 2 |
| 15:30              |                                      |                    |        |
| HUN Tamás Lakatos  | 3-0 (11–7, 11–8, 11-8)               | ECU Rodrigo Tapia  | Mesa 8 |
| 15:30              |                                      |                    |        |
| EGY Omar Bedair    | 2-3 (11–3, 12–10, 6-11, 8-11, 5-11)  | PRK Kim Kwang-Song | Mesa 2 |

## 2ª Fase

### Grupo AA
| Atleta             | J | V | D | SG | SP |
| ------------------ | - | - | - | -- | -- |
| JPN Koki Niwa      | 3 | 3 | 0 | 9  | 1  |
| HUN Tamás Lakatos  | 3 | 2 | 1 | 6  | 6  |
| KOR Kim Dong-Hyun  | 3 | 1 | 2 | 6  | 6  |
| NED Koen Hageraats | 3 | 0 | 3 | 1  | 9  |

| 21 de agosto       |                                    |                    |        |
| 19:00              |                                    |                    |        |
| JPN Koki Niwa      | 3-0 (11–3, 11–6, 11-2)             | NED Koen Hageraats | Mesa 3 |
| 19:00              |                                    |                    |        |
| HUN Tamás Lakatos  | 3-2 (11–8, 3-11, 11–5, 8-11, 11-8) | KOR Kim Dong-Hyun  | Mesa 2 |
| 22 de agosto       |                                    |                    |        |
| 11:00              |                                    |                    |        |
| JPN Koki Niwa      | 3-0 (11–5, 11–7, 11-2)             | HUN Tamás Lakatos  | Mesa 1 |
| 11:00              |                                    |                    |        |
| NED Koen Hageraats | 0-3 (5-11, 7-11, 13-15)            | KOR Kim Dong-Hyun  | Mesa 5 |
| 13:00              |                                    |                    |        |
| JPN Koki Niwa      | 3-1 (11–7, 11–4, 7-11, 11-3)       | KOR Kim Dong-Hyun  | Mesa 5 |
| 13:00              |                                    |                    |        |
| HUN Tamás Lakatos  | 3-1 (11–7, 7-11, 11–5, 11-3)       | NED Koen Hageraats | Mesa 3 |

### Grupo BB
| Atleta                  | J | V | D | SG | SP |
| ----------------------- | - | - | - | -- | -- |
| TPE Hung Tzu-Hsiang     | 3 | 3 | 0 | 9  | 2  |
| BEL Emilien Vanrossomme | 3 | 2 | 1 | 7  | 6  |
| CZE Ondřej Bajger       | 3 | 1 | 2 | 6  | 6  |
| PRK Kim Kwang-Song      | 3 | 0 | 3 | 1  | 9  |

| 21 de agosto            |                                    |                         |        |
| 19:00                   |                                    |                         |        |
| TPE Hung Tzu-Hsiang     | 3-1 (11–6, 11–6, 8-11, 11-5)       | CZE Ondřej Bajger       | Mesa 4 |
| 19:00                   |                                    |                         |        |
| BEL Emilien Vanrossomme | 3-1 (12-14, 11–6, 11–1, 11-8)      | PRK Kim Kwang-Song      | Mesa 5 |
| 22 de agosto            |                                    |                         |        |
| 11:00                   |                                    |                         |        |
| TPE Hung Tzu-Hsiang     | 3-1 (11–5, 11–4, 10-12, 11-3)      | BEL Emilien Vanrossomme | Mesa 6 |
| 11:00                   |                                    |                         |        |
| CZE Ondřej Bajger       | 3-0 (11–8, 11–8, 11-9)             | PRK Kim Kwang-Song      | Mesa 7 |
| 13:00                   |                                    |                         |        |
| TPE Hung Tzu-Hsiang     | 3-0 (11–7, 11–9, 11-9)             | PRK Kim Kwang-Song      | Mesa 2 |
| 13:00                   |                                    |                         |        |
| BEL Emilien Vanrossomme | 3-2 (11–2, 9-11, 11–4, 9-11, 11-9) | CZE Ondřej Bajger       | Mesa 4 |

### Grupo CC
| Atleta             | J | V | D | SG | SP |
| ------------------ | - | - | - | -- | -- |
| FRA Simon Gauzy    | 3 | 3 | 0 | 9  | 3  |
| HKG Chung Hei Chiu | 3 | 2 | 1 | 7  | 7  |
| CRO Luka Fučec     | 3 | 1 | 2 | 7  | 8  |
| POL Konrad Kulpa   | 3 | 0 | 3 | 4  | 9  |

| 21 de agosto       |                                     |                    |        |
| 19:00              |                                     |                    |        |
| FRA Simon Gauzy    | 3-0 (14–12, 11–8, 13-11)            | POL Konrad Kulpa   | Mesa 6 |
| 19:00              |                                     |                    |        |
| HKG Chung Hei Chiu | 3-2 (10-12, 11–5, 11–9, 9-11, 11-7) | CRO Luka Fučec     | Mesa 7 |
| 22 de agosto       |                                     |                    |        |
| 11:00              |                                     |                    |        |
| FRA Simon Gauzy    | 3-1 (8-11, 11–4, 11–6, 11-5)        | HKG Chung Hei Chiu | Mesa 2 |
| 11:00              |                                     |                    |        |
| POL Konrad Kulpa   | 2-3 (11–6, 11–2, 9-11, 8-11, 11-13) | CRO Luka Fučec     | Mesa 8 |
| 13:00              |                                     |                    |        |
| FRA Simon Gauzy    | 3-2 (11–8, 8-11, 6-11, 11–7, 11-3)  | CRO Luka Fučec     | Mesa 6 |
| 13:00              |                                     |                    |        |
| HKG Chung Hei Chiu | 3-2 (10-12, 11–4, 4-11, 11–2, 11-7) | POL Konrad Kulpa   | Mesa 7 |

### Grupo DD
| Atleta                   | J | V | D | SG | SP |
| ------------------------ | - | - | - | -- | -- |
| SWE Hampus Soderlund     | 3 | 2 | 1 | 7  | 3  |
| NGR Ojo Onaolapo         | 3 | 2 | 1 | 6  | 5  |
| AUT Stefan Leitgeb       | 3 | 1 | 2 | 3  | 8  |
| SIN Zhe Yu Clarence Chew | 3 | 1 | 2 | 7  | 7  |

| 21 de agosto             |                                    |                          |        |
| 19:00                    |                                    |                          |        |
| SWE Hampus Soderlund     | 1-3 (11–9, 6-11, 9-11, 8-11)       | SIN Zhe Yu Clarence Chew | Mesa 1 |
| 19:00                    |                                    |                          |        |
| NGR Ojo Onaolapo         | 3-0 (11–7, 11–9, 11-3)             | AUT Stefan Leitgeb       | Mesa 8 |
| 22 de agosto             |                                    |                          |        |
| 11:00                    |                                    |                          |        |
| SWE Hampus Soderlund     | 3-0 (11–6, 11–7, 11-4)             | NGR Ojo Onaolapo         | Mesa 4 |
| 11:00                    |                                    |                          |        |
| SIN Zhe Yu Clarence Chew | 2-3 (11–9, 8-11, 8-11, 11–5, 3-11) | AUT Stefan Leitgeb       | Mesa 3 |
| 13:00                    |                                    |                          |        |
| SWE Hampus Soderlund     | 3-0 (11–7, 11–7, 11-7)             | AUT Stefan Leitgeb       | Mesa 8 |
| 13:00                    |                                    |                          |        |
| NGR Ojo Onaolapo         | 3-2 (11–9, 8-11, 11–4, 6-11, 11-7) | SIN Zhe Yu Clarence Chew | Mesa 1 |

## Torneio de Consolação

### Grupo EE
| Atleta              | J | V | D | SG | SP |
| ------------------- | - | - | - | -- | -- |
| PAR Axel Gavilán    | 3 | 3 | 0 | 9  | 2  |
| UZB Elmurod Holikov | 3 | 2 | 1 | 6  | 5  |
| ESA Luis Mejía      | 3 | 1 | 2 | 3  | 7  |
| IND Avik Das        | 3 | 0 | 3 | 5  | 9  |

| 21 de agosto        |                                     |                     |        |
| 19:30               |                                     |                     |        |
| ESA Luis Mejía      | 0-3 (5-11, 8-11, 7-11)              | UZB Elmurod Holikov | Mesa 4 |
| 19:30               |                                     |                     |        |
| PAR Axel Gavilán    | 3-2 (11–7, 13-15, 11–5, 7-11, 11-8) | IND Avik Das        | Mesa 2 |
| 22 de agosto        |                                     |                     |        |
| 11:30               |                                     |                     |        |
| ESA Luis Mejía      | 0-3 (12-14, 6-11, 9-11)             | PAR Axel Gavilán    | Mesa 4 |
| 11:30               |                                     |                     |        |
| UZB Elmurod Holikov | 3-2 (11–7, 8-11, 11–2, 14-16, 11-8) | IND Avik Das        | Mesa 5 |
| 13:30               |                                     |                     |        |
| ESA Luis Mejía      | 3-1 (12–10, 11–6, 6-11, 11-9)       | IND Avik Das        | Mesa 3 |
| 13:30               |                                     |                     |        |
| PAR Axel Gavilán    | 3-0 (11–8, 11–8, 11-9)              | UZB Elmurod Holikov | Mesa 4 |

### Grupo FF
| Atleta                       | J | V | D | SG | SP |
| ---------------------------- | - | - | - | -- | -- |
| THA Tanapol Santiwattanatarm | 3 | 3 | 0 | 9  | 0  |
| GER Florian Wagner           | 3 | 2 | 1 | 6  | 5  |
| NZL Kevin Wu                 | 3 | 1 | 2 | 4  | 8  |
| MRI Warren Li Kam Wa         | 3 | 0 | 3 | 3  | 9  |

| 21 de agosto                 |                                    |                      |        |
| 19:30                        |                                    |                      |        |
| THA Tanapol Santiwattanatarm | 3-0 (WO)                           | GER Florian Wagner   | Mesa 5 |
| 19:30                        |                                    |                      |        |
| NZL Kevin Wu                 | 3-2 (6-11, 11–4, 8-11, 11-4, 11-7) | MRI Warren Li Kam Wa | Mesa 6 |
| 22 de agosto                 |                                    |                      |        |
| 11:30                        |                                    |                      |        |
| THA Tanapol Santiwattanatarm | 3-0 (11–8, 11–8, 11-8)             | NZL Kevin Wu         | Mesa 1 |
| 11:30                        |                                    |                      |        |
| GER Florian Wagner           | 3-1 (11–8, 9-11, 13–11, 11-7)      | MRI Warren Li Kam Wa | Mesa 6 |
| 13:30                        |                                    |                      |        |
| THA Tanapol Santiwattanatarm | 3-0 (11–7, 11–2, 12-10)            | MRI Warren Li Kam Wa | Mesa 5 |
| 13:30                        |                                    |                      |        |
| NZL Kevin Wu                 | 1-3 (7-11, 4-11, 11-6, 9-11)       | GER Florian Wagner   | Mesa 2 |

### Grupo GG
| Atleta             | J | V | D | SG | SP |
| ------------------ | - | - | - | -- | -- |
| TUN Adem Hmam      | 3 | 2 | 1 | 7  | 7  |
| BRA Eric Jouti     | 3 | 2 | 1 | 8  | 3  |
| ECU Rodrigo Tapia  | 3 | 1 | 2 | 5  | 7  |
| ARG Pablo Saragovi | 3 | 1 | 2 | 4  | 7  |

| 21 de agosto      |                                     |                    |        |
| 19:30             |                                     |                    |        |
| TUN Adem Hmam     | 3-2 (3-11, 11–3, 11–8, 13-15, 11-9) | ECU Rodrigo Tapia  | Mesa 7 |
| 19:30             |                                     |                    |        |
| BRA Eric Jouti    | 3-0 (11–4, 11–7, 11-6)              | ARG Pablo Saragovi | Mesa 1 |
| 22 de agosto      |                                     |                    |        |
| 11:30             |                                     |                    |        |
| TUN Adem Hmam     | 3-2 (11–8, 7-11, 11–9, 4-11, 11-7)  | BRA Eric Jouti     | Mesa 7 |
| 11:30             |                                     |                    |        |
| ECU Rodrigo Tapia | 3-1 (3-11, 11–8, 11–6, 11-8)        | ARG Pablo Saragovi | Mesa 3 |
| 13:30             |                                     |                    |        |
| TUN Adem Hmam     | 1-3 (1-11, 11–5, 8-11, 7-11)        | ARG Pablo Saragovi | Mesa 6 |
| 13:30             |                                     |                    |        |
| BRA Eric Jouti    | 3-0 (11–4, 11–3, 11-8)              | ECU Rodrigo Tapia  | Mesa 7 |

### Grupo HH
| Atleta                      | J | V | D | SG | SP |
| --------------------------- | - | - | - | -- | -- |
| EGY Omar Bedair             | 3 | 3 | 0 | 9  | 3  |
| ITA Leonardo Mutti          | 3 | 2 | 1 | 7  | 3  |
| SRI Hasintha Arsa Marakkala | 3 | 1 | 2 | 5  | 6  |
| MAW Patrick Massah          | 3 | 0 | 3 | 0  | 9  |

| 21 de agosto       |                                      |                             |        |
| 19:30              |                                      |                             |        |
| ITA Leonardo Mutti | 3-0 (11–7, 11–2, 11-3)               | MAW Patrick Massah          | Mesa 8 |
| 19:30              |                                      |                             |        |
| EGY Omar Bedair    | 3-2 (11–8, 10-12, 8-11, 11–8, 14-12) | SRI Hasintha Arsa Marakkala | Mesa 3 |
| 22 de agosto       |                                      |                             |        |
| 11:30              |                                      |                             |        |
| ITA Leonardo Mutti | 1-3 (11–6, 4-11, 6-11, 9-11)         | EGY Omar Bedair             | Mesa 2 |
| 11:30              |                                      |                             |        |
| MAW Patrick Massah | 0-3 (3-11, 3-11, 5-11)               | SRI Hasintha Arsa Marakkala | Mesa 8 |
| 13:30              |                                      |                             |        |
| ITA Leonardo Mutti | 3-0 (13–11, 11–5, 11-6)              | SRI Hasintha Arsa Marakkala | Mesa 1 |
| 13:30              |                                      |                             |        |
| EGY Omar Bedair    | 3-0 (11–2, 11–2, 11-3)               | MAW Patrick Massah          | Mesa 8 |

## Fase final
| Quartas-de-final 22 de agosto | Quartas-de-final 22 de agosto | Quartas-de-final 22 de agosto | Quartas-de-final 22 de agosto | Quartas-de-final 22 de agosto | Quartas-de-final 22 de agosto | Quartas-de-final 22 de agosto | Quartas-de-final 22 de agosto | Quartas-de-final 22 de agosto |  |  | Semifinais 23 de agosto | Semifinais 23 de agosto | Semifinais 23 de agosto | Semifinais 23 de agosto | Semifinais 23 de agosto | Semifinais 23 de agosto | Semifinais 23 de agosto | Semifinais 23 de agosto | Semifinais 23 de agosto |  |  | Final 23 de agosto | Final 23 de agosto  | Final 23 de agosto | Final 23 de agosto | Final 23 de agosto | Final 23 de agosto | Final 23 de agosto | Final 23 de agosto | Final 23 de agosto |
|                               |                               |                               |                               |                               |                               |                               |                               |                               |  |  |                         |                         |                         |                         |                         |                         |                         |                         |                         |  |  |                    |                     |                    |                    |                    |                    |                    |                    |                    |
|                               | JPN Koki Niwa                 | 8                             | 8                             | 11                            | 11                            | 11                            | 13                            |                               |  |  |                         |                         |                         |                         |                         |                         |                         |                         |                         |  |  |                    |                     |                    |                    |                    |                    |                    |                    |                    |
|                               | NGR Ojo Onaolapo              | 11                            | 11                            | 8                             | 9                             | 9                             | 11                            |                               |  |  |                         | JPN Koki Niwa           | 11                      | 14                      | 11                      | 11                      |                         |                         |                         |  |  |                    |                     |                    |                    |                    |                    |                    |                    |                    |
|                               | BEL Emilien Vanrossomme       | 6                             | 7                             | 12                            | 8                             | 6                             |                               |                               |  |  | FRA Simon Gauzy         | 7                       | 12                      | 4                       | 8                       |                         |                         |                         |                         |  |  |                    |                     |                    |                    |                    |                    |                    |                    |                    |
|                               | FRA Simon Gauzy               | 11                            | 11                            | 10                            | 11                            | 11                            |                               |                               |  |  |                         |                         |                         |                         |                         |                         |                         |                         |                         |  |  |                    | JPN Koki Niwa       | 9                  | 11                 | 13                 | 13                 | 11                 | 15                 |                    |
|                               | SWE Hampus Soderlund          | 7                             | 3                             | 11                            | 8                             | 11                            | 4                             |                               |  |  |                         |                         |                         |                         |                         |                         |                         |                         |                         |  |  |                    | TPE Hung Tzu-Hsiang | 11                 | 8                  | 11                 | 15                 | 7                  | 13                 |                    |
|                               | HUN Tamás Lakatos             | 11                            | 11                            | 4                             | 11                            | 1                             | 11                            |                               |  |  |                         | HUN Tamás Lakatos       | 3                       | 8                       | 3                       | 8                       |                         |                         |                         |  |  |                    |                     |                    |                    |                    |                    |                    |                    |                    |
|                               | HKG Chung Hei Chiu            | 7                             | 11                            | 12                            | 11                            | 5                             | 3                             | 6                             |  |  | TPE Hung Tzu-Hsiang     | 11                      | 11                      | 11                      | 11                      |                         |                         |                         |                         |  |  |                    |                     |                    |                    |                    |                    |                    |                    |                    |
|                               | TPE Hung Tzu-Hsiang           | 11                            | 8                             | 10                            | 8                             | 11                            | 11                            | 11                            |  |  |                         |                         |                         |                         |                         |                         |                         |                         |                         |  |  |                    |                     |                    |                    |                    |                    |                    |                    |                    |

|  | Disputa do bronze 23 de agosto |                   |    |    |    |    |    |  |  |
|  |                                |                   |    |    |    |    |    |  |  |
|  | FRA Simon Gauzy                | FRA Simon Gauzy   | 11 | 12 | 9  | 11 | 11 |  |  |
|  | HUN Tamás Lakatos              | HUN Tamás Lakatos | 2  | 10 | 11 | 9  | 8  |  |  |